# Comospermum
Genre
Espèce
Comospermum est un genre de plante à fleurs du sud du Japon ne contenant qu'une seule espèce. Dans le système de classification APG III, il est placé dans la famille des Asparagaceae, sous-famille des Nolinoideae (anciennement la famille des Ruscaceae).
La seule espèce est Comospermum yedoense (Maxim. ex Franch. & Éparg.) Rauschert.